# Adam Tolkien
Pour les articles homonymes, voir Tolkien (homonymie).
Adam Tolkien, éclairagiste de profession, né en 1969, est le fils de Baillie Tolkien et de Christopher Tolkien, lui-même fils de l'écrivain J. R. R. Tolkien.
Il a traduit en français les deux premiers volumes de la série Histoire de la Terre du Milieu (The Book of Lost Tales, 1983-1984), sous le titre Le Livre des contes perdus (paru en 1995 et 1998 chez Christian Bourgois en deux volumes plus tard regroupés), ainsi que les Peintures et aquarelles de J. R. R. Tolkien (1994). La préface des Enfants de Húrin mentionne qu'il a en outre aidé son père à éditer le livre.
En mars 2015 a été mis en ligne le site officiel du Tolkien Estate, qui mentionne Adam Tolkien comme son concepteur et le responsable de l'équipe qui l'a réalisé.  En novembre 2019, il a donné à la Bibliothèque nationale de France une conférence (avec lectures) sur l'œuvre de J.R.R. Tolkien, en lien avec l'exposition « Tolkien : voyage en Terre du Milieu » (octobre 2019-février 2020).
Depuis 2003, il joue, avec son père, un rôle décisif pour les lecteurs français en encourageant le travail de l'équipe de traducteurs dirigée par Vincent Ferré.

## Sources
1. ↑  « Page "Crédits", Tolkienestate.com »
2. ↑  « Carte blanche à Adam Tolkien », sur BnF
3. ↑  « Christopher et Adam Tolkien ont suivi de près cette traduction, et ont énormément soutenu et aidé la traductrice et la maison d'édition. Ils savent tout ce que nous leur devons… mais c'était déjà vrai des volumes précédents. Depuis 2003 au moins, nous avons des contacts très réguliers au sujet des traductions. C'est une chance inouïe. », Vincent Ferré, à l'occasion de l'interview des traducteurs français de La Légende de Sigurd et Gudrun sur Tolkiendil.